# Темпел (Реувейк)
Темпел (нід. Tempel) — селище в нідерландській провінції Південна Голландія. Входить до муніципалітету Бодегравен-Реувейк. Його населення станом на 2007 рік складало 100 осіб.